# معركة طاشكيسن
معركة طاشكيسن (بالإنجليزية: Battle of Tashkessen)‏ هي معركة بين الدولة العثمانية والإمبراطورية الروسية كجزء من الحرب العثمانية الروسية (1877 - 1878) وذلك في 31 ديسمبر 1877 بالقرب من طاشكيسن (سارانتسي اليوم، بلغاريا) وانتهت المعركة بانسحاب القوات العثمانية.